# Sui generis
A sui generis latin kifejezés jelentése „önálló fajta/egyedi dolog”, más szavakkal „egyedi jellemzőkkel rendelkező”.
A kifejezést széles körben használják az általánostól eltérő jellemzőjű esetekre:
- a jogban, amikor egy eset vagy szabályozás egyedi értelmezésére van szükség;
- a biológiában amikor egy faj nem illeszthető be egy magasabb kategóriába sem;
- az analitikus filozófiában amikor egy elképzelés, entitás vagy realitás nem egyszerűsíthető alacsonyabb szintű elméletekre vagy nem foglalható bele egy szélesebb koncepcióba.

## A jogban

### A büntetőjogban
Amennyiben egy büntető törvénykönyv egy kísérleti vagy előkészületi cselekményt önálló bűncselekményként szabályoz, úgy ezt sui generis deliktumnak nevezzük és önmagában is büntetendővé válik, mivel önmagában is veszélyes bizonyos társadalmi érdekekre. Ilyen például az alkotmányos rend erőszakos megváltoztatására tett előkészület vagy a hamis tanúzásra való felhívás.

### A szellemi tulajdonjog területén
A szellemi tulajdonjogok területén számos téren létezik sui generis szabályozás olyan önálló jogintézményekre, amelyek nem illeszthetőek be a hagyományos oltalmi formák közé. Ilyenek például az integrált áramkörök rajzai, a hajótestek tervei, a divattervek, az adatbázisok vagy a növényfajták, melyekre sok országban egyedi szabályozások léteznek. Például az integrált áramkörökre vonatkozó szabályozások (melyek például az Amerikai Egyesült Államokban, Japánban és számos EU országban léteznek) egyaránt mutatnak hasonlóságot a szabadalmi illetve szerzői jogi oltalommal.